# Malcolm Marmorstein
Malcolm Marmorstein (ur. 9 sierpnia 1928 w Jersey City, zm. 21 listopada 2020) – amerykański scenarzysta i reżyser filmowy.

## Wybrana filmografia

### scenariusz
- 1963: The Doctors
- 1966: Dark Shadows
- 1968: Peyton Place
- 1977: Pete’s Dragon
- 1978: Powrót z Góry Czarownic
- 1985: Chwila z bajką
- 1985: Kapitan Czytalski
- 1990: Dead Men Don't Die
- 1993: Ukochany gryzoń

### Reżyseria
- 1990: Dead Men Don't Die
- 1993: Ukochany gryzoń